# MIRI
MIRI（ミリ）こと櫻井 未莉（さくらい みり、1998年3月28日 - ）は日本の女性アイドル、フィメールラッパー。女性アイドルグループ・我儘ラキアのメンバー。アイドルラップユニット・RHYMEBERRYの元メンバー「MC MIRI」。静岡県生まれ、東京都出身。

## 略歴
2010年結成のアイドルグループ・usa☆usa少女倶楽部オリジナルメンバー。
2011年9月、usa☆usa少女倶楽部の派生グループとしてライムベリー（RHYMEBERRY）が結成、メンバーに選出。
2014年4月、ライムベリーがエアリーズエンタテインメントからパーティクルに移籍するのに伴い、usa☆usa少女倶楽部を卒業。
2015年2月、ライムベリーからMC HIME（のちlyrical schoolに加入）、DJ HIKARU（信岡ひかる）が卒業、E TICKET PRODUCTIONとのプロデュース契約も終了。同年3月にはMC MISAKI（2017年8月卒業、卒業後は木村美咲（ラストアイドル/Someday Somewhere）として活動）が加入し活動再開。以後、MIRI単独での活動の場が増える。
2015年4月には八月ちゃん（おやすみホログラム）とのユニット「8mm」（ハチミリ）。同年6月には、劇団コラソン第33回公演「REBORN」において関谷真由（元アイドリング!!!）とのユニット「2D」を相次いで結成。
2015年12月27日、「戦極 MCBATTLE 第13章 全国統一編」に出場。以後MCバトルにたびたび出場、2017年1月29日に行われた女性のみのMCバトル「CINDERELLA MCBATTLE」では決勝であっこゴリラに敗れたものの準グランプリとなる。
2016年3月30日、初のソロアルバム『“hiphop”ト名乗ッテモイイデスカ』をタワーレコード先行リリース（全国発売は同年5月11日）。
2017年、喉の手術のため4月23日より活動を一時休止、6月16日復帰
2019年5月31日、RHYMEBERRY解散。
2019年7月11日、我儘ラキア加入を発表。7月20日、「MAWA LOOP EXTRA2019 supported by FM OH!」（なんばHatch）で我儘ラキア加入後初ライブ。事務所は我儘ラキアが所属するQOOLONGとなるが、ソロ活動時はRHYMEBERRY時代と同じくパーティクルとなる。
2019年12月12日、我儘ラキアの星熊南巫と結成したユニット『FLASHKiLL』の配信シングル「the light」をリリース。

## 作品

### 配信

#### シングル
ソロ名義
- Diary（2020年12月25日）[18]
- Who I am（2022年12月21日）[19]

FLASHKiLL 名義
- the light（2019年12月12日）[17]

### 楽曲参加
- サ上と中江[注 1]「さいごの宿題」（2016年2月17日配信リリース[20]）
- 杏奈 from ANNA☆S「ココロオドル  feat.MC MIRI（ライムベリー）」（2016年4月27日、ハピネット）※アルバム『自由自在』収録
- Booing!!!「CROSSOVER」（2016年7月19日、エイベックス・ヴァンガード）
- SAWA「ワナビア罠 (feat. MIRI)」
2016年8月4日配信限定リリース[21]、2017年2月14日リリースのアルバム『いじっぱりマーメイド』に収録
- BESTIEM「Hanky Panky Funky Punky ! feat. MIRI」（2018年5月23日、Brand-New Music）

## 出演

### インターネット配信
- 渋谷WREP学園（WREP、2017年4月10日 - 2018年1月29日）※月曜アシスタント
- ゴジレプ（WREP、2018年2月12日 - 2019年7月22日）※月曜MC

### CM
- AEON・TOP VALU「PEACE FIT」（2016年）[22]
- 資生堂「モアリップ」（2017年）[23]
- ネクソン「メイプルストーリーM」ラップ篇（2019年）[24]